# Chicão
Pour les articles homonymes, voir Avanzi et Chicão (football, 1962).
Francisco Jesuíno Avanzi, plus connu sous le nom de Chicão (né le 30 janvier 1949 à Piracicaba dans l'État de São Paulo, et mort le 8 octobre 2008 à São Paulo), est un joueur de football international brésilien, qui évoluait au poste de milieu de terrain, avant de devenir entraîneur.

## Biographie

### Carrière de joueur

#### Carrière en sélection
Avec l'équipe du Brésil, il dispute 9 matchs (pour aucun but inscrit) entre 1976 et 1979. 
Il figure notamment dans le groupe des sélectionnés lors de la coupe du monde de 1978, disputant trois matchs : contre l'Autriche, le Pérou et enfin l'Argentine.
Il participe également à la Copa América de 1979.

## Palmarès
| São Paulo - Championnat du Brésil (1) : - Champion : 1977. - Championnat de São Paulo (1) : - Champion : 1975. |  | Atlético Mineiro - Championnat du Minas Gerais (1) : - Champion : 1980. |